# Augustenborg Slotskirke
 Augustenborg Slotskirke er et fyrstekapel i Augustenborg, indviet i 1775 og indrettet i Augustenborg Slots nordfløj samtidigt med at hertug Ernst Günther opførte det nye trefløjede bygningskompleks 1770-76. Kirken var udelukkende tiltænkt hertugslægtens private brug, men har siden 1874 været sognekirke for Augustenborg Sogn.
Kirkefløjen er opført på synlig syld af kløvede kampesten, noget lavere på sydsiden end i øst og nord. Façaden har mellem de to vinduesrækker en smuk bæltegesims med øvre fremspringende skråskifte; hovedgesimsens øvre del er af træ. I øvrigt er façaden opdelt af brede, vandrette og lodrette murbånd, og da bæltegesimsen i forvejen understreger fladens horisontale linjer, bliver fornemmelsen af de lodrette bånd som lisener trængt i baggrunden; tilbage bliver indtrykket af et system af blændinger omkring de enkelte vinduer, foroven med retkantede udvidelser. 
Vinduerne (oprindelig 2 × 7 meter i syd og nord, 2 og 3 meter i øst) er retkantede. Fra første færd var der kun to døre, en midt i sydfaçaden og en i østgavlen (med to trappetrin), begge siddende i et lodret murbånd. Begge døre har (som så mange af de samtidige og yngre huse i flækken) træ-indfatning, der er tværrillet mellem karnis- profiler og foroven formet som en fladbue. I nyere tid er nordsidens vestligste vindue omdannet til dør for menigheden. Syddøren er ude af brug, mens østdøren tjener som adgang til pulpituret. De dobbelt grønmalede dørfløje er rokokoagtige, hver med to frisefyldinger (dobbeltfalset »spejl«) over et glat, rektangulært fremspring med profileret overliste. Beslag af messing med masker og C-bøjler, kronet af kors. — Det i øst afvalmede tag, som bæres af et smukt og kraftigt fyrretræstagværk, er lagt af sorte, glaserede teglsten.
Vestligt i kirkerummet, hvis vinduer står som dybe, smigede (afrettede) nicher, er i stueetagen afskilret en herskabsstol (vel til fyrstens familie eller til hoffets damer, som mod kirkerummet har panel med tre fag smårudede skydevinduer; det midterste er bredest og tjener nu som menighedens indgangsdør. 
Det lyse kirkerums gulv består af vekslende sorte og hvide marmorfliser, den lukkede stol forneden i vest har (nyere) Ølandsfliser, i hertugstolen er der bræddegulv med stenfliser i kakkelovns nichen. Over midtskibet er der tøndehvælv, over pulpituret er der flade lofter. Langs alle kirkerummets vægge løber en balkon, der hviler på 2 × 6 svære toskanske søjler af eg, hvorved rummet deles i et bredt og to smallere skibe. To øst søjler, på hver side af prædikestolsalteret, er kannelerede, og i vest er de tilsvarende søjler erstattet af herskabsstolens pilastre. Over den omløbende arkitrav, med klassiske »guttæ«, springer profilgesimsen kraftigt frem med »sparrenköpfe« på undersiden. Balkonens brystværn består af spinkle barokbalustre vægpartiet på hver side af prædikestolsalteret samt over østdørene forneden er dekoreret med spinkle stukornamenter i rokoko, der svarer til ornamentikken i havesalen. Væggene er pudsede og hvidtede, og inventaret står hvidmalet med lidt guld. Det sparsomme inventar omfatter et prædikestolsalter og en døbefont af marmor fra Carrara, skænket af zar Aleksander 1. Orglet fra 1772 er placeret over alteret og blev fornyet af Marcussen & Søn i 1978; det har 26 stemmer.
Ved Møllegade cirka 750 meter fra Augustenborg Slotskirke ligger kirkegården. I dag er der 69 gravsteder og en fællesgrav fra de to slesvigske krige på kirkegården, som nu er fredede. Siden 1870 er kirkegården også blevet brugt til alle civile begravelser i sognet.